# Marino Froncini
Marino Froncini (né à Fano, le 17 octobre 1821, mort à Buenos Aires, le 13 juillet 1895) est un patriote, un homme politique et un éducateur italien exilé en Argentine. Il a l'estime de Giuseppe Mazzini.

## Biographie
Député de Fano à l'Assemblée Constituante de la République romaine de 1849. Il combat contre les Autrichiens avec le grade de sous-lieutenant en 1848, à Vicence et sur les barricades de Rome en 1849 contre les Français. Il participe à la troisième tentative d'insurrection mazzinienne dans la Lunigiana de 1856.
Il va en prison puis il est exilé. Après un bref séjour à Marseille, il va à Londres et rejoint le Rio de la Plata et Buenos Aires en 1857. Il s'installe près de l’embouchure dans le quartier de La Boca où il se consacre à l’enseignement en remplaçant du premier instituteur, Rafael Amato, à l’école communale en 1859-1860, quand avec l’ouverture du collège de la Cathédrale Nord, fondée par Domingo Faustino Sarmiento le nomme directeur, emploi qu'il occupe jusqu'en 1866 quand il part à la retraite.
En 1867, il devient le président de la commission de santé, formé en grande partie de voisins italiens, pour combattre l'épidémie de choléra qui afflige Buenos Aires et est fortement présente dans le quartier de La Boca.
Président du comité populaire pour la statue de Giuseppe Mazzini qui est érigée dans la capitale argentine en 1878, pendant son inauguration face à de nombreuses personnalités argentines, il évoque son illustre compatriote.
En 1881, il est élu président de l'hôpital italien, emploi qu'il tient jusqu'en 1886. Froncini se consacre aussi au journalisme toujours à Buenos Aires, succédant à Cayetano Pozzi à la direction de l'Amico del popolo.
Il meurt le 13 juillet 1895, et est inhumé dans le cimetière de Recoleta. En 1949, ses cendres sont transférées, rapportées à Fano et placées dans la chapelle commémorative du cimetière civique.

## Source
- (it) Cet article est partiellement ou en totalité issu de l’article de Wikipédia en italien intitulé « Marino Froncini » (voir la liste des auteurs).

### en langue italienne
- Armando Laghi, Il patriota Marino Froncini: il tentativo insurrezionale mazziniano nella Lunigiana del 25-26 luglio 1856. Comune di Fano, 1949.
- Giuseppe Parisi, Storia degli Italiani nell'Argentina. Roma, Voghera, 1907.

### en langue espagnole
- Carlos Altamirano, Historia de los intelectuales en América Latina, Volume 1. Buenos Aires, Katz, 2008
- Antonio Juan Bucich, Los viajeros descubren La Boca de Riachuelo. Cuadernos de Buenos Aires, 14, 1961.
- Antonio Juan Bucich, Esquema de las generaciones artísticas y literarias boquenses, 1860-1940. Buenos Aires, Cuadernos de la Boca del Riachuelo, 1964.
- Dionisio Petriella, Los italianos en la historia de la cultura argentina.
- Jorge F. Sergi; Historia de los italianos en la Argentina. Buenos Aires, Editora italo argentina s.a., 1940.